# Emőd
Emőd – miasto i gmina w północno-wschodniej części Węgier, w pobliżu miasta Miszkolc.

## Położenie
Administracyjnie gmina należy do powiatu Miskolc, wchodzącego w skład komitatu Borsod-Abaúj-Zemplén i jest jedną z jego 40 gmin. W dzielnicy Istvánmajor mieszkają Polacy przesiedleni w roku 1943 ze wsi Derenk.